# POODLE
POODLE (akronim od „Padding Oracle On Downgraded Legacy Encryption”) – krytyczny błąd bezpieczeństwa w trzeciej wersji protokołu SSL oznaczony numerem CVE-2014-3566. Luka w oprogramowaniu pozwala odszyfrować zaszyfrowane datagramy przesyłane przy użyciu protokołu SSL przez m.in. przeglądarki internetowe.
Podatność została odkryta 14 października 2014 przez trzech członków zespołu badaczy bezpieczeństwa w firmie Google: Bodo Möllera, Thaia Duonga oraz Krzysztofa Kotowicza. Odkrycie dowiodło, że specyfikacja protokołu SSL uniemożliwia naprawę luki, co podniosło znaczenie w wypieraniu protokołu przez równolegle opracowywany standard TLS.